# Klisura (Surdulica)
Klisura (em cirílico: Клисура) é uma vila da Sérvia localizada no município de Surdulica, pertencente ao distrito de Pčinja. A sua população era de 206 habitantes segundo o censo de 2011.

## Demografia
| 1948 | 1953 | 1961 | 1971 | 1981 | 1991 | 2002 | 2011 |
| ---- | ---- | ---- | ---- | ---- | ---- | ---- | ---- |
| 2315 | 2341 | 2211 | 1731 | 999  | 508  | 332  | 206  |